# Mika Waltari
Mika Toimi Waltari (Helsinki, 1908. szeptember 19. – Helsinki, 1979. augusztus 26.) finn író. Rendkívül termékeny és sokoldalú volt, de elsősorban mégis történelmi regényeiről híres, legismertebb műve az ókori Egyiptomban játszódó Szinuhe (Sinuhe, egyptiläinen, 1945). Magyar vonatkozás, hogy jelentős összeggel támogatta a fóti gyermekvárost.

## Életrajz
Édesapja, Toimi Armas Waltari iskolaigazgató és evangélikus lelkész volt, édesanyja, Olga Maria Johansson irodai ügyintézőként dolgozott. A Waltari családnak három gyermeke volt. Mika 1908-ban született, ötéves volt, amikor meghalt édesapja, ezután édesanyja és nagybátyjai nevelték, egyikük Toivo Waltari, teológus, másikuk, Jalo Sihtola, mérnök volt.
Az egyetemen a család kérésének ellenére irodalmat és teológiát tanult. Először egy könyvkiadóban dolgozott szerkesztőként, majd kritikusként. Hosszú utazásokat tett külföldön, több évig élt Franciaországban. 1938-tól csak az irodalomnak élt. Már a háború előtt elismert író volt hazájában.
Míg első regényében az urbánus (városi), dzsesszért bolonduló ifjúságról írt érzékletes kordokumentumot, később „fáklyavivő” elődeihez hasonlóan a múlthoz fordult és igyekezett az apák munkájával összekötő köteléket újrateremteni. Helsinki történetéről írta meg Apáról fiúra című trilógiáját. 1935-ben Állami Díjjal tüntették ki. 1957-től a Finn Tudományos Akadémia tagja volt. Cselekményekben gazdag – gyakran nyugat-európai úti élményeit tükröző – novellái (egyáltalán az is, hogy ezt a műfajt műveli) eléggé példa nélküliek voltak a havas, fenyves tájakon játszódó, hömpölygő stílusú finn irodalomban. A harmincas évek közepétől kezdve fordul a hagyományos finn témák és a helsinki városi élet ábrázolása mellett a bűn világa, filozófiája és pszichológiája felé (Ne legyen többé holnap, novella, 1937).
Legelső regénye az 1928-as A nagy illúzió. Itthon általában történelmi regényeiről ismert. Magyarul a Jézus korabeli Római Birodalomban játszódó két műve is megjelent, az Az ország titka és folytatása, Az emberiség ellenségei. Összesen hét történelmi regényt írt, ezek közül legfőbb művének a Szinuhe számít, mely 1945-ben íródott.
Műfaji érdeklődése széles: írt verseket, drámákat, történelmi nagyregényeket, hangjátékot, pamfletet, sőt detektívregényeket is. Utóbbiak nemcsak népszerűséget hoztak számára, de üzleti szempontból is sikeresnek bizonyultak. Bevételüket Waltari a finn irodalom és színházi élet támogatására használta fel. A finnek körében amúgy sem szokatlan magyarok iránti rokonszenve abban is megmutatkozott, hogy jelentős összeget adományozott a fóti gyermekváros javára, sőt tervezte azt is, hogy ellátogat Magyarországra. Ebben 1979-ben bekövetkezett halála akadályozta meg.
Az 1980-ban interjúiból és beszélgetésekből Ritva Haavikko által összeállított visszaemlékezéseiben Waltari Maupassant, Csehov és Thomas Mann műveire is utal mint irodalmi példaképekre.

## Művei
A csillaggal (*) jelölt művek magyarul is megjelentek.

### Kisregényei
- Isten elől menekülve (Jumalaa paossa, 1925) *
- Virágzik a föld (Multa kukkii, 1930) *
- Ne legyen többé holnap (Ei koskaan huomispäivää, 1937) *
- Ez meg sem történhet (Sellaista ei tapahdu, 1939) *
- Aranyhajú (Kultakutri, 1946) *
- Holdvilág (1953) *
- Fine Van Brooklyn

### Regényei
- Szerencsés Félix (Feliks onnellinen) (magyarul: 2000) ISBN 963-00-4994-5
- Az asszony és az idegen (Vieras mies tuli taloon) (magyarul: 1993) ISBN 963-8214-12-0

#### Történelmi regények
- A nagy illúzió (Suuri illusioni, 1928)
- Apától fiúig (trilógia)
- Szinuhe (Sinuhe, egyptiläinen, 1945) *
- Mikael (Mikael Karvajalka, 1948) *
- Mikael Hakim (1949) *
- Johannes ifjúsága ISBN 963-07-6281-1 *
- Johannes Angelos (Johannes Angelos, 1952) ISBN 963-07-6086-X *
- Turms, a halhatatlan (Turms kuolematon, 1955) *
- Szerencsés Félix (1957) *
- Az ország titka (Valtakunnan salaisuus, 1959) * – Jézus egy római szemével
- Az emberiség ellenségei (Ihmiskunnan viholliset, 1964)* – Az ország titka folytatása

### Vígjátékok
- Az alma lehull
- Milliós hiány

### Krimik (Palmu felügyelő)
- Cselszövők (Kuka murhasi rouva Skrofin, 1939) (magyarul: 1990) ISBN 963-7910-14-X
- Palmu felügyelő tévedése (Komisario Palmun erehdys, 1940) *
- Megmondják a csillagok (Tähdet kertovat, komisario Palmu, 1962)* (magyarul: 1978) ISBN 963-07-0949-X

### Mesék
- A kínai cica (Kiinalainen kissa, 1983)* (magyarul: 1999) ISBN 978-963-03-8926-6

## Magyarul
- A cselszövők. Regény; ford. Langlet Éva; Palladis, Bp., 1941 (1 pengős regények)
- Az asszony és az idegen. Regény; ford. G. Beke Margit; Dante, Bp., 1941
- Antero nem tér vissza; ford. N. Sebestyén Irén; Magyar-Finn Társaság, Bp., 1942
- Szinuhe; ford. Gombár Endre; Európa, Bp., 1964
- Mikael Hakim avagy Tíz könyv Michael Carvajal életéből, az 1527–38 közti évekből, 1-2.; ford. Schütz István; Európa, Bp., 1966 (Századok, emberek)
- Palmu felügyelő tévedése. Regény; ford. Schütz István; Európa, Bp., 1969
- Megmondják a csillagok. Regény; ford. Schütz István; Európa, Bp. 1971
- Az emberiség ellenségei; ford. Schütz István; Európa, Bp., 1975 (Századok, emberek)
- Virágzik a föld; ford. Gombár Endre et al., utószó Gombár Endre; Európa, Bp., 1982 (A finn irodalom könyvtára)
- Az ország titka. Marcus Mezentius Manilianus tizenegy levele a Kr. u. 30. esztendő tavaszáról; ford. Szász Levente; Európa, Bp., 1984
- Turms, a halhatatlan földi élete tíz könyvben, Kr. e. körülbelül 520–450 között; ford. Schütz István; Európa, Bp., 1987 (Századok, emberek)
- Cselszövők. Palmu, a szórakozott esetei; ford. Langlet Éva; Sorger Kolon Ltd., Bp., 1990 (Mesterdetektív kiskönyvtár)
- Johannesz Angelosz; ford. Szász Levente; Európa, Bp., 1996
- Johannesz ifjúsága; ford. Schütz István; Európa, Bp., 1998
- A kínai cica; ford. Bokor Judit; Valo-Art, Tahitótfalu, 1999 (Polar könyvek)
- Fine van Brooklyn; ford. Gombár Endre; Európa, Bp., 1999
- Szerencsés Félix; ford. Csepregi Béla; Valo-Art, Bp., 2000 (Polar könyvek)
- Isten elől menekülve. Elbeszélés az isteni útmutatásról; ford. Mészáros Veronika, Marsall Dávid; Barrus, Bp., 2007